# 大江千里 (歌人)
大江 千里（おおえ の ちさと）は、平安時代前期の貴族・歌人。参議・大江音人の子。一説では従四位下・大江玉淵の子。官位は正五位下・式部権大輔。中古三十六歌仙の一人。

## 経歴
大学寮で学び、清和朝にて菅原是善らと『貞観格式』の撰集に参画している。醍醐朝にて中務少丞・兵部少丞・兵部大丞などを務める。この他、家集『句題和歌』の詞書から伊予権守や式部権大輔を歴任していたことが知られる。
宇多天皇の頃の歌合に参加、寛平9年（897年）宇多天皇の勅命により家集『句題和歌』（大江千里集）を撰集・献上している。『古今和歌集』の10首を始めとして、以降の勅撰和歌集に25首が入集している。歌は儒家風で『白氏文集』の詩句を和歌によって表現しようとしたところに特徴がある。一方で大学で学んだ儒者であるが、漢詩作品はほとんど残っていない。

## 代表歌
- 小倉百人一首
  - 23番　月見れば　千々に物こそ　悲しけれ　わが身一つの　秋にはあらねど（『古今和歌集』秋上193）

## 官歴
- 元慶7年（883年） 11月11日：備中大掾[3]
- 寛平9年（897年） 4月25日：見散位従六位上[4]
- 延喜元年（901年） 3月15日：中務少丞[5]
- 延喜2年（902年） 2月23日：兵部少丞[5]
- 延喜3年（903年） 3月26日：兵部大丞[5]
- 時期不詳：伊予権守。式部権大輔[6]

## 系譜
- 父：大江音人、一説では大江玉淵
- 母：不詳
- 生母不明の子女
  - 男子：大江維明
  - 男子：大江維繁